# Strandnorum
Strandnorum is een plaats in de gemeente Stenungsund in het landschap Bohuslän en de provincie Västra Götalands län in Zweden. De plaats heeft 334 inwoners (2005) en een oppervlakte van 34 hectare.

## Verkeer en vervoer
Bij de plaats lopen de E6 en Länsväg 160.